# Roznov (Románia)
Roznov város Neamț megyében, Moldvában, Romániában.

## Fekvése
A megye középső-déli részén helyezkedik el, Piatra Neamțtól 15 km-re délkeletre, az Aranyos-Beszterce (Bistrița) folyó mentén.

## Történelem
Első írásos említése I. Sándor moldvai fejedelem korából való, 1419-ből, Dragoș Síksága (Câmpul lui Dragoș) név alatt.
Roznov néven először 1576-ból fennmaradt írások említik.
A 18. században a Ruset család tulajdona lett, nevüket Roznovanu-ra változtatták, a település után.
Városi rangot 2003-ban kapott.

## Népesség
A lakosság etnikai összetétele a 2002-es népszámlálási adatok alapján:
- Románok:  8448 (96,81%)
- Romák:  272 (3,11%)
- Magyarok:  5 (0,05%)
- Más etnikumúak:  1 (0,01%)

A lakosok 97,6%-a ortodox vallású (8522 lakos).

## Látnivalók
- Szent Miklós („Sf. Nicolae”) templom, melyet 1759-ben építettek
- Roznovanu Kastély, és a hozzá tartozó 3 hektáros park

## Gazdaság
A településen található egy vegyipari üzem. Jelentős gazdasági ágazata a városnak a faipar.
Az Aranyos-Besztercén két vízerőmű található, a város mellett: a Roznov I., melyet 1963-ban adtak át, és 14,3 MW-os teljesítményű, valamint a Roznov II. mely 1964-ben épült fel, és 14 MW-os teljesítménnyel működik.